# Heringcápa
A heringcápa (Lamna nasus) a porcos halak (Chondrichthyes) osztályának heringcápa-alakúak (Lamniformes) rendjébe, ezen belül a heringcápafélék (Lamnidae) családjába tartozó faj.
A heringcápa az Atlanti-óceán és a déli félgömb sarki és mérsékelt övi tengeri vizeiben található meg. A Csendes-óceán északi részén a lazaccápa (Lamna ditropis) helyettesíti. Ez a cápafaj általában 2,5 méter hosszú és 135 kilogramm tömegű. Az észak-atlanti-óceáni példányok nagyobbra nőnek, mint a déli egyedek; színezetben és életmódban is különböznek egymástól. A hal színezete felül szürke, alul fehér. Palack alakú teste elöl kúpos orrban, míg hátul keskeny faroktőben végződik. Mellúszói és az első hátúszója nagy, a második hátúszója, hasúszói és farok alatti úszói pedig kicsik, a farokúszója félhold alakú. A cápa legfőbb jellemzői háromszögű fogai, az első hátúszó hátsó részén levő fehér folt és a két pár farokúszó-erősítés.
Fő tápláléka a csontos halak és a fejlábúak, de ha lehetősége van rá, akármit megtámadhat. Egyaránt vadászik a vízfelszín közelében és a fenékhez közel. A kontinentális selfeken található táplálékban dús homokpadokon a leggyakoribb. A partok közelébe és a nyílt tengerre is be-, illetve kiúszik. 1360 méter mélyen is megtalálható. Hosszútávú vándorutakat is megtesz, általában a sekélyebb és a mélyebb vizeket fel-felváltva. Az állat gyors és nagyon tevékeny. Testhőmérséklete magasabb, mint a víz hőmérséklete. Egyaránt lehet magányos, de társas is; néha akár játékos kedvet is mutat. A heringcápa ál-elevenszülő, kölykei tojásevők, vagyis az anyaállat méhében levő kis cápák felfalják a kevésbé fejlett testvéreiket és a meg nem termékenyített petéket. A nőstény évente négy kis cápának ad életet.
Csak kevés heringcápa támadásról van beszámoló, ezek is kétséges forrásokból származnak. A sporthorgászok nagyon kedvelik. Húsa és úszói igen kedveltek, emiatt halászásának hosszú története van. Lassú szaporodása miatt a heringcápa nem képes fenntartani ipari mértékű halászatát. Az 1950-es években az Észak-Atlanti-óceán keleti részén és az 1960-as években ugyanez óceán nyugati részén a norvégoknak sikerült erősen lecsökkenteniük a heringcápa állományokat. Egész elterjedési területén még mindig halásszák ezt a cápát, néha mellékfogásként is. Halászatának korlátozása és a figyelés helyenként változó. A Természetvédelmi Világszövetség (IUCN) világszerte súlyosan veszélyeztetett fajnak minősíti ezt a cápát, míg élőhelyének egyes részein csak veszélyeztetett fajnak tekinti, az állomány nagyságnak és a helybéli halászásnak megfelelően, az utóbbi főleg északon.

## Rendszertani besorolása

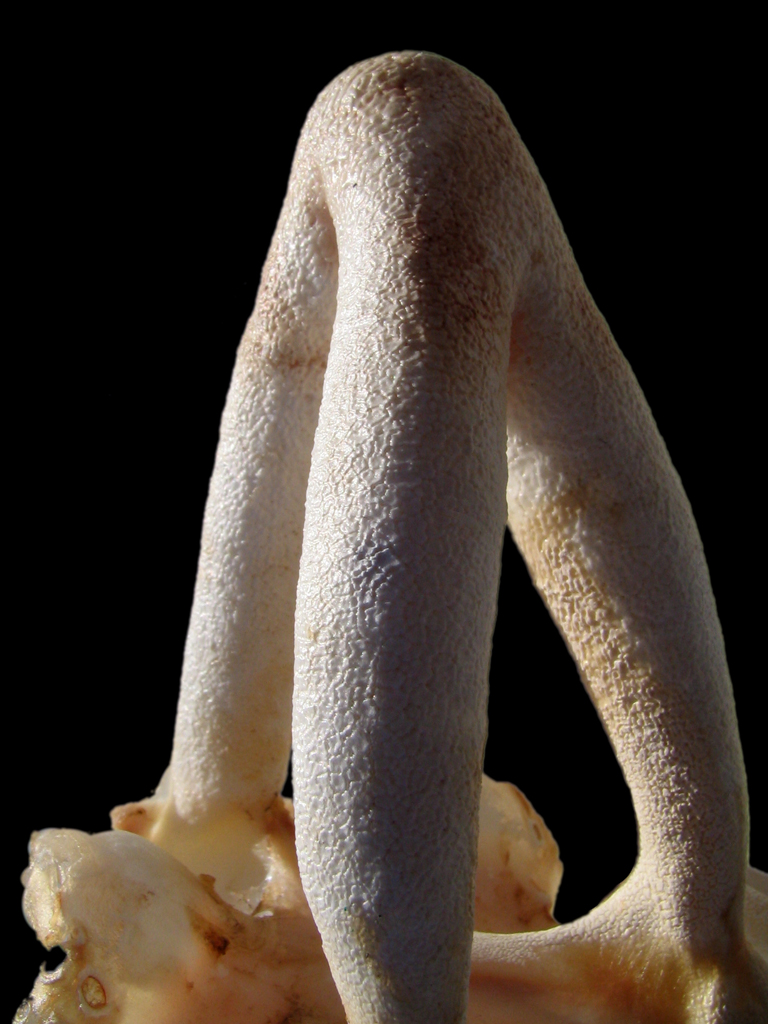
Elmeszesedett orra (pofájának elülső része). Latin fajneve, a „nasus”, az állat orrára utal

Először 1788-ban Pierre Joseph Bonnaterre francia természettudós írta le Tableau encyclopédique et méthodique című könyvében. Bonnaterre egy korábbi, 1769-ből származó leírásból indult ki: a walesi Thomas Pennant munkájából. Bonnaterre először Squalus nasus-nak nevezte az állatot, a nasus a latin „orr” szót jelenti. 1816-ban, a szintén francia Georges Cuvier megalkotta a heringcápa saját alnemét, a lamnát, amelyet a későbbi rendszerezők „nem” rangra emeltek.
A cápa angol neve: „porbeagle”, amely valószínűleg a „porpoise” = „disznódelfin” és a „beagle” szavak összetétele, ami „disznódelfinbeagle-t” jelent, vagy korni nyelven: „kikötői pásztor”. A franciák porc, magyarul „kan” szóval is illetik a cápát.

## Kifejlődése
Néhány fejlődéstörténeti rendszertani és mitokondriális DNS vizsgálat után a kutatók meghatározták a heringcápa és a lazaccápa közötti rokonsági kapcsolatot. A Lamna nem először 65–45 millió évvel ezelőtt jelent meg. Hogy mikor vált szét a két ma is élő faj, az nem ismert; feltételezések szerint a jégkorszakok idején, amikor a Jeges-tengert vastag jég borította, és az atlanti- és csendes-óceáni állományok elszigetelődtek egymástól. Az Atlanti-óceánban a heringcápa, míg a Csendes-óceánban a lazaccápa fejlődött ki.
Belgiumban és Hollandiában késő miocén kori (7,2 millió év) fosszilizált heringcápa vagy annak tűnő maradványokat találtak. Belgiumban, Spanyolországban és Chilében pliocén kori (5,3–2,6 millió év) kövületek kerültek elő, míg Hollandiában pleisztocén kori (2,6 millió–12 ezer év) maradványokra bukkantak. Az Antarktiszhoz tartozó Graham-föld közelében levő Seymour-sziget La Meseta formációjában késő eocénkori (50–34 millió év) Lamna-fogra hasonló fosszilis maradványokat találtak. A cápafajok sokféle alakú foga miatt nehéz meghatározni, hogy a kövületek közül melyik tartozik a lamnák közé, emiatt a heringcápa időbeni elhelyezése igen nehézkes.

## Előfordulása
A heringcápa a déli félgömb összes mérsékelt övi tengerében megtalálható, kivéve a Csendes-óceán északi részét, ahol őt a lazaccápa helyettesíti. Általában a 30–70 fokos északi szélességi körökön belül és a 30–50 fokos déli szélességi körökön belül található meg. Emellett az Atlanti-óceánban egészen északig felhatol. Az Észak-Atlanti-óceán nyugati részén, Grönlandtól és a kanadai Új-Fundlandtól a Bermudákig található meg, míg délen Brazília és Argentína déli részéig lelhető fel. Ugyanez óceán keleti részén a heringcápa elterjedési területe Izlandtól és a Barents-tenger nyugati részétől, illetve Skandináviától és Oroszországtól Marokkóig terjed; beleértve a Földközi-tengert is, a Fekete-tengerből hiányzik. A kölykező nőstények egészen a Guineai-öbölig, a Sargasso-tengerig és Hispanioláig is lejönnek. A Csendes-óceán déli részén megtalálható Ausztrália, Új-Zéland, valamint Chile partjainál. Az Indiai-óceánban a Dél-afrikai Köztársaságtól Ausztráliáig fordul elő. Állítólag az Antarktisz körüli vizekben mindenhol jelen van. A szubantarktikus elterjedési területe a Déli-Georgia és Déli-Sandwich-szigetek, a Prince Edward-szigetek és a Kerguelen-szigetek körül van. Feltételezések szerint a heringcápa akkor került a déli félgömbre, amikor a kainozoikumi eljegesedések történtek. Ekkortájt a trópusi övezet sokkal keskenyebb volt, és a cápák könnyebben átúszhatták. A trópusi vizeket kerüli.

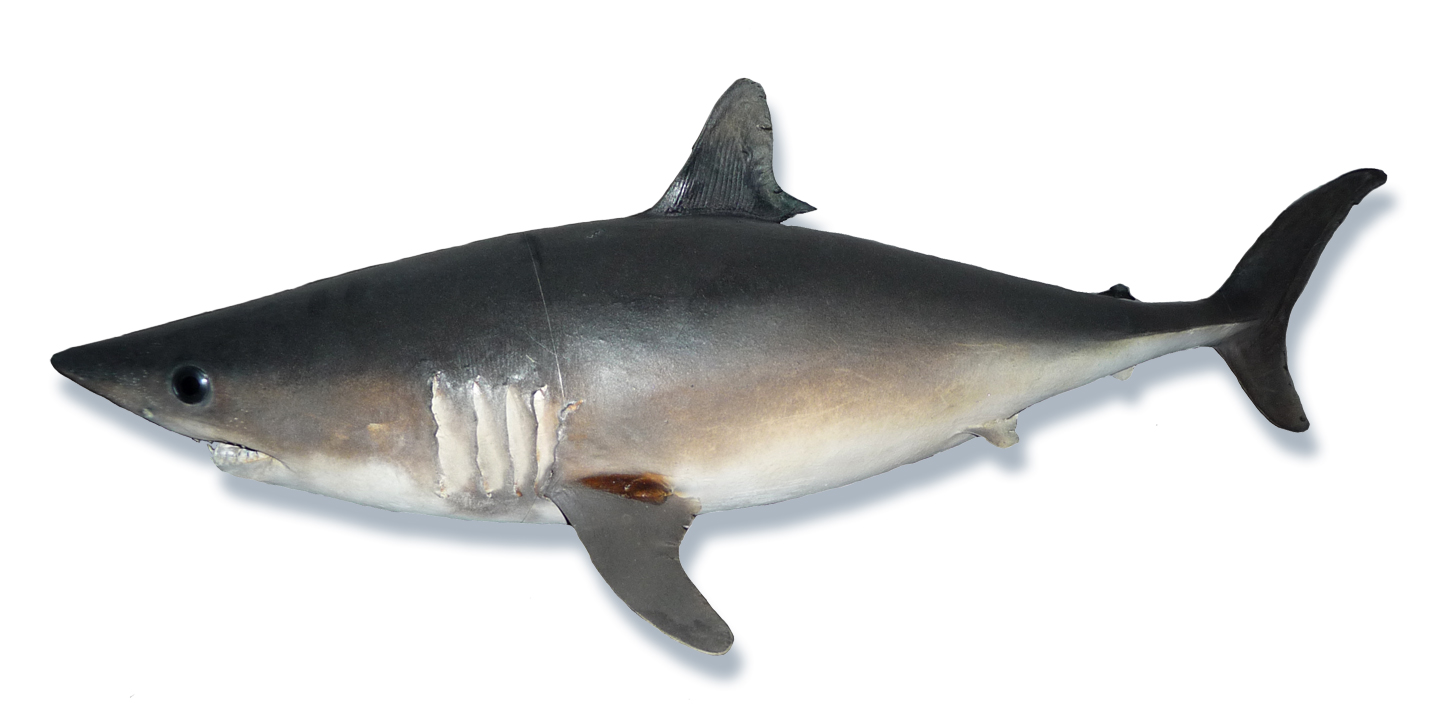
Kitömött példány

Ez a cápafaj egyaránt megél az 1360 méteres mélységben és a sekély 1 méteres, partközeli vízben is. A homokpados élőhelyeket részesíti előnyben. Eddig csak egyszer vették észre a brakkvízben, az argentínai Mar Chiquita lagúnában, ahová egy kis cápa úszott be. A Brit-szigetek vizeiben végzett megfigyelések szerint a heringcápák mozgásának, illetve vándorlásának a gyakorisága az élőhelyül választott vízmélységtől függ. Míg a mélyebben élő példányok nagyobb utakat tesznek meg, addig a sekély vízben élők nagyjából helyben maradnak, legfeljebb éjszaka merülnek mélyebb vizekbe. Napközben a mélyen élő halak egyre mélyebbre úsznak, hogy aztán éjszaka a vízfelszín közelébe ússzanak. A heringcápa az 5–10 Celsius-fokos vízhőmérsékletet kedveli, bár 1–23 fokos vizekben is megélhet.
A két félgömbön élő állományok látszólag elszigetelődve élnek. Az Észak-Atlanti-óceánban élő nyugati és keleti állományok csak alig érintkeznek egymással. Eddig csak egy példányt vettek észre, amelyik Írországtól Kanadáig úszott, 4260 kilométert megtéve. Valószínű, hogy a déli félgömbön is vannak elszigetelt állományok. Az Észak-Atlanti-óceánban ezek a cápák méret és nem szerint csoportosulnak, a különböző méretű és nemű állatok nem vegyülnek egymással. Az eddigi megfigyelések szerint a Csendes-óceán déli részén az állatok csak méret szerint csoportosulnak. Például Spanyolország vizeiben kétszer több hím van, mint nőstény; a skót vizekben a nőstények száma 30 százalékkal több a hímekénél; a Bristol-csatornában a fiatal hímek vannak többségben. Az idősebb és nagyobb példányok a fiataloktól eltérően inkább a hidegebb szélességi köröket keresik fel.
Az évszakos vándorlások mindkét félgömbön észrevehetők. Az Észak-Atlanti-óceán nyugati felén a legtöbb példány a tavaszt az új-skóciai mély vizű kontinentális selfen tölti. Később 500–1000 kilométerrel északabbra úszik, az új-fundlandi Grand Bankshez és a Szent Lőrinc-öbölbe, ahol a késő nyarat és az őszt tölti; ezeken a helyeken sekély a víz. A kölykező nőstények decemberben 2000 kilométeres utat is megtesznek dél felé a Sargasso-tengerbe. A vándorlás alatt nappal 600 méter, éjszaka 200 méter mélyen úsznak, hogy elkerüljék a Golf-áramlat ellentétes irányú, erős és meleg vizét. Ugyanez óceán keleti felén a heringcápák a tavaszt és a nyarat a sekély vizű kontinentális selfeken töltik, hogy aztán télire északabbra vándoroljanak, hogy ott teleljenek át a mélyebb vizekben. Az északi vándorút akár 2300 kilométeres is lehet, és az egész tél folyamán majdnem ugyanazon a területen maradnak. A déli állományok télen és tavasszal a 30 fokos szélességi körtől északra levő szubtrópusi vizekben tanyáznak, hogy aztán nyáron a 35 fokos szélességi kör alá húzódjanak vissza. Ekkortájt gyakran láthatók az Antarktiszhoz tartozó szigetek környékén.

## Megjelenése

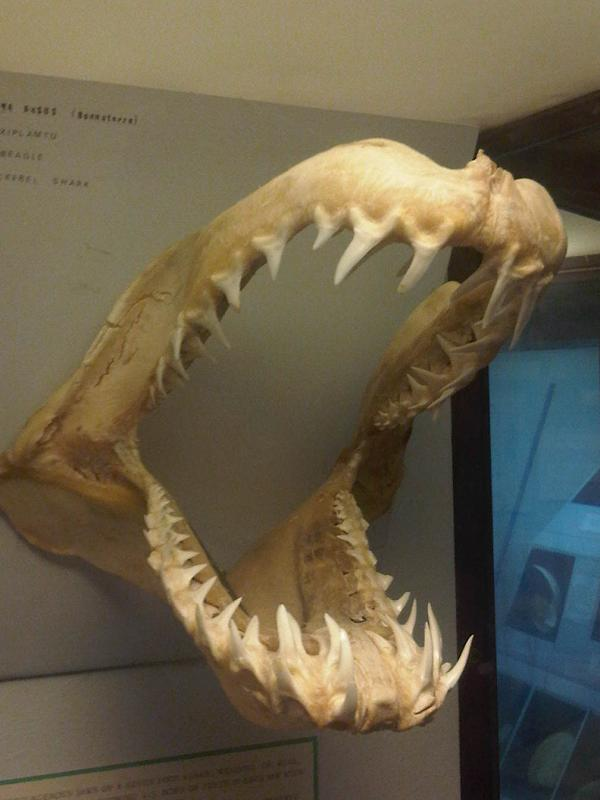
Heringcápa-állkapocs egy máltai múzeumban

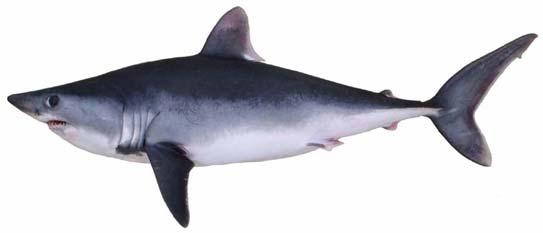
A cápa áramvonalas teste tökéletes a gyors úszáshoz

A heringcápa tömzsi teste palack alakú. Kúp alakú orra egészen kihegyesedik, megnagyobbodott, meszes porcos képződmény alkotja. Nagy, fekete szemein nincs harmadik, védő szemhéj, más néven pislogóhártya (membrana nictitans). A kis, S alakú orrnyílások a szem vonala alatt, de az orrhegyen helyezkednek el. Nagy szája erősen ívelt. Állkapcsa, csak kisebb mértékben ugrik elő harapás közben. Az északi állatoknak 28–29 felső és 26–27 alsó foga van, míg a déli példányoknak 30–31 felső és 27–29 alsó fog ül a szájukban. Mindegyik fog töve erősen ívelt, míg közepén egy mély bemetszés látható. A legfiatalabb állatok fogainak kivételével mindegyik állatnak a bemetszéséből egy pár kisebb bemetszés ágazik szét. Az öt pár hosszú kopoltyúnyílás mindjárt a mellúszók töve előtt helyezkedik el.
A mellúszók hosszúak és keskenyek. Az első hátúszó nagy és magas, teteje hátrahajlik, töve a mellúszók után kezdődik. A hasúszók sokkal kisebbek, mint az első hátúszó. A második hátúszó és a has alatti úszók a hasúszóknál is kisebbek, körülbelül ugyanazon a szinten helyezkednek el, és nagymértékben elősegítik az irányváltást; a farok legvékonyabb részén helyezkednek el. A faroktőn két pár farokerősítő található; a felső pár hosszabb, mint az alsó pár. A nagy farokúszó félhold alakú; az alsó rész majdnem olyan nagy, mint a felső rész. A faroktő háti részén és az oldalain bemélyedések láthatók. A farokúszó felső nyúlványának a felső-hátsó részén egy kiemelkedés van. Bőre sok ezer apró, éles fogaspikkelyel fedett, melyet ha előre simítunk, a dörzspapírhoz lehet hasonlítani, viszont ha fordítva, elölről hátulra simítjuk, akkor bársonyos tapintású. Mindegyik pikkelykének három éles oldala van, és ezek fedik egymást.
Háti része egészen a mellúszók tövéig sötét- vagy palaszürke, hasi része fehér. A déli, felnőtt példányok feje alul néha sötét, hasi részükön pedig szürke foltozás látható. Az első hátúszó csúcsa a háti rész színétől eltérően világosabb vagy fehér. Ez a cápafaj általában 240 centiméter hosszú, de akár 350–370 centiméter is lehet; az utóbbi méretek egyéb heringcápafélékkel való összetévesztésből származhatnak. A heringcápa 170–180 centiméteresen számít felnőttnek. Az északi állományban a nőstények nagyobbak, mint a hímek; míg a leghosszabb hímek 250 centiméteresek, addig a nőstények 300 centiméteresek is lehetnek. A déli állatok kisebbek, mint az északiak, és a nemek közti méreteltérések nem annyira élesek; a hímek 200, a nőstények 210 centiméteresre nőnek meg. Általában 135 kilogrammosak. Az eddigi legnehezebb állatot 1993-ban a skót Caithness megyében halászták ki, ez a példány 230 kilogramm tömegű volt.

## Hőszabályozása

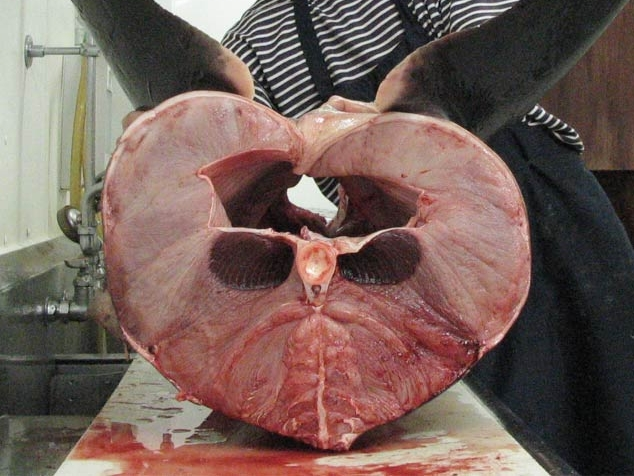
Heringcápa keresztmetszete, hátára fektetve. Jól látszanak gerince közelében a vörös izmai, amelyek segítségével testhőmérsékletét emelni tudja

Mint családjának többi tagja, a heringcápa is képes testmeleget előállítani. A vörös izmok anyagcseréje által létrehozott meleget speciális véredény rendszer tározza el. Ezt a véredény rendszert, az úgynevezett „csodálatos hálót” - latinul: retia mirabilia-nak (egyes számban: rete mirabile) nevezzük. Ez a véredény rendszer igen jól hasznosítja a testmeleget. A heringcápának több ilyen rete mirabile rendszere van: az egyik a fejében, amely az agyát és a szemét látja el, a másik az oldalain található, ez az úszóizmokat táplálja, és a harmadik rendszer a belső szerveket – beleértve a vesét is – melegíti.
A cápák között csak a lazaccápa képes a heringcápánál melegebb testhőmérsékletet előállítani. A cápa vörös izmai a test belsejében, a gerinc közelében helyezkednek el. Oldalsó véredény rendszere több mint 4000 kis artériából áll, amelyek sávokba vannak rendeződve. Családján belül az egyik legmagasabb testhőmérsékletű cápa. 8–10 Celsius-fokos testhőmérséklete jóval nagyobb, mint a víz hőmérséklete, amelyben él. Mivel melegvérű, a heringcápa szívósabb, tartósabb úszásra is képes, sőt a mélyben is többet tud vadászni. Meleget adó anyagcseréje miatt olyan sarki vizekbe is eljut, ahová más cápák képtelenek eljutni. A fejében levő rete mirabile rendszer az agy hőmérsékletét 3–6 Celsius-fokon tartja, és szabályozza a hőingadozásokat, amikor a cápa a mélybe vagy a felszínre úszik. Ennek a véredény rendszernek köszönhető, hogy a heringcápa látása mindig éles, és reagálási ideje villámgyors.

## Életmódja

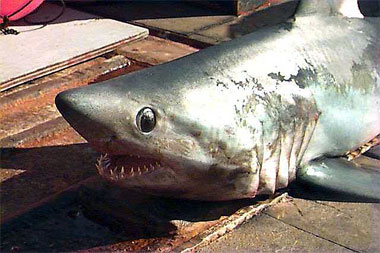
Nagy kopoltyúinak segítségével bőséges oxigénhez jut gyors úszás közben is

A heringcápa nyílttengeri ragadozó, amely 1360 méteres mélységbe is leúszik. Vándorló életmódot folytat. Magányosan és kisebb csoportban is vadászhat, azonban a különböző nemű állatok nem vegyülnek egymással. Áramvonalas teste vékony farokúszótőben, erős és nagy farokúszóban és oldalsó farokerősítésekben végződik; ezek együttvéve erős és gyors úszást kölcsönöznek tulajdonosuknak. Ez a testfelépítés egyéb gyors életmódot folytató halakra is jellemző, például: tonhalak, kardhal, vitorláskardoshal-félék és egyéb halcsoportok. A heringcápafélék családjában a heringcápa és a lazaccápa a legvastagabb; hosszúság–vastagság arányuk megközelíti a 4,5-et. Szintén a családban a legmerevebbek is; míg farokúszóik segítségével irányt váltanak, testük nem hajlik meg. Ez a testmerevség erősebb úszást eredményez kevesebb energia árán; azonban ennek a legfőbb ára a korlátolt mozgékonyság. A nagy kopoltyú felületek sok oxigént gyűjtenek össze. Az állat oldalain rövid, „vörös izmok” vannak, amelyek a „fehér izmoktól” függetlenül tudnak mozogni, kisebb energiafogyasztással; e tulajdonsága miatt a heringcápa szívósabb, tartósabb úszásra képes. A Dél-Angliában tudományos célokból kifogott cápákat újra kifogták Észak-Norvégiában, Dániában és Spanyolországban; vagyis a cápák körülbelül 2370 kilométert „utaztak”. A kevésbé sós vizet is jól tűri.
Ez a cápafaj azon kevés halak közé tartozik, amelyek játékos kedvet mutatnak. Cornwall vizeiben megfigyelték, amint forgolódik és magára csavarja a Laminaria-algákat (több tíz méteres barnamoszat-fajok) a víz felszínén. Ez a viselkedés vagy kíváncsiságból történik, vagy táplálékot keres az algák között, vagy egyszerűen csak vakaródzik, és az élősködőket próbálja leverni. Néha a vízen sodródó tárgyakkal is játszik. A talált természetes vagy mesterséges tárgyakat csapdossa, lökdösi vagy harapdálja. Ha csoportban vannak, az állatok játékosan kergethetik egymást.
Bár eddig még nem számoltak arról, hogy más állat vadászna rá, a heringcápa legfőbb természetes ellensége a fehér cápa (Carcharodon carcharias) és a kardszárnyú delfin (Orcinus orca) lehet. Argentínában fogtak egy példányt, amelynek testén bronzcápa (Carcharhinus brachyurus), vagy hasonló cápafaj fognyomai voltak. Nem tudni, hogy a heringcápát tápláléknak tekintette támadója, vagy csak egyszerűen két ragadozó állat harcolt egymással (táplálékért vagy helyért). Élősködői a galandférgek (Cestoda) (Phyllobothrium dagnallium – a heringcápa emésztőrendszerében él, Hepatoxylon trichiuri és Dinobothrium-fajok, főleg Dinobothrium septaria), evezőlábú rákok (Copepoda) (Dinemoura producta, Laminifera doello-juradoi, Pandarus floridanus és Pandarus smithii). Az évi természetes elhalálozás eléggé csekély, körülbelül 10% a fiatalok körében, 15% a felnőtt hímek körében, míg a felnőtt nőstények közül 20% pusztul el évente; ezek az adatok az Észak-Atlanti-óceán nyugati feléből származnak.

### Táplálkozása

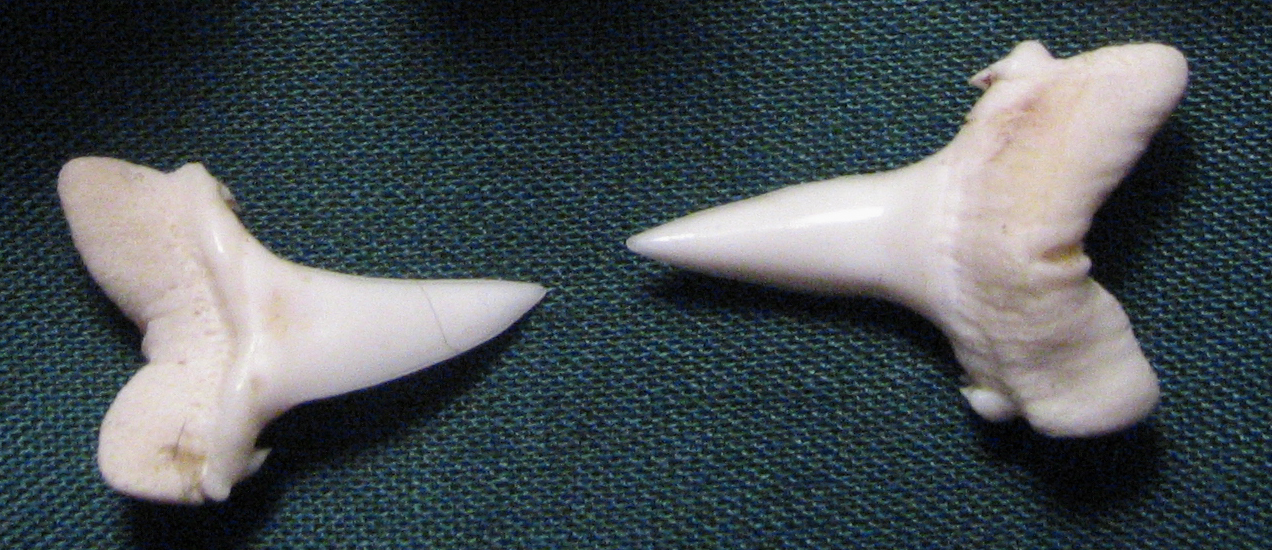
A heringcápa 1,5 centiméter hosszú fogai tökéletesen alkalmasak a halak és kalmárok elkapásához

Ez a cápafaj aktív ragadozó, általában középméretű csontos halakkal táplálkozik. A nyílt tengeren a gyorsúszó Alepisaurus-, makréla-, hering- és makrahal-fajokat vadássza; a tengerfenéken a tőkehal-, Merlucciidae-, Channichthyidae-, kakashal-, Ammodytidae-, Cyclopteridae- és lepényhal-fajokat szedi össze. A fejlábúak közül a kalmárokat részesíti előnyben. A kisebb cápák közül a tüskéscápára (Squalus acanthias) és a közönséges kutyacápára (Galeorhinus galeus) vadászik, de ezekre ritkábban. Felboncolt példányok gyomrában a következőket is megtalálták a kutatók: puhatestűek házai, rákok, tüskésbőrűek és egyéb gerinctelenek, de egyéb megemészthetetlen tárgyak is, mint például kisebb kövek, tollak és szemét; ezeket valószínűleg véletlenül nyelték le a ragadozók.
Az Észak-Atlanti-óceán nyugati felén a heringcápa tavasszal nyílt tengeri halakkal és kalmárokkal, ősszel pedig tengerfenék lakó halakkal táplálkozik. Étlapja a vándorlásával függ össze, tehát azzal táplálkozik, ami éppen elérhető vándorútjának adott szakaszán. Emiatt a heringcápa opportunista ragadozónak tekinthető, vagyis nem kötődik valamely zsákmányállathoz. Tavasszal és nyáron a Kelta-tengerben és Új-Skócia selfterületén az árapály térségben zooplankton növekedés történik, amely rengeteg halat csal oda; e táplálékbőséghez aztán a heringcápák is csatlakoznak, persze ők nem a plankton, hanem a halak miatt. Vadászat közben ez a cápa néhány óra alatt fel-le úszik, többször is megtéve a ciklust. A fel-le úszás a szaglást segítheti elő. Egy beszámoló szerint egy 1 méteres, 1 éves kis heringcápa krillel és soksertéjűekkel (Polychaeta) táplálkozott.

## Szaporodása

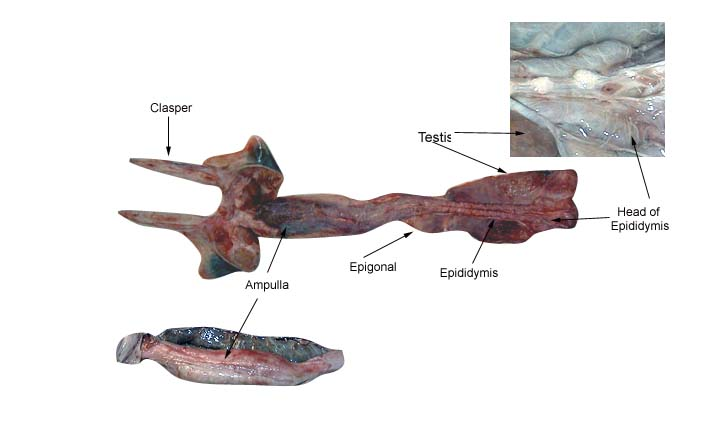
A hím heringcápa ivarszerve

A heringcápa szaporodási időszaka igen furcsa, mivel az északi és a déli állományoknak egyszerre következik be; nem hat hónap eltéréssel, ahogy várható lenne. Szóval a heringcápa szaporodásában nem játszik szerepet a környezet hőmérséklete és a nap hossza; inkább az állat melegvérűsége. A párzások többsége általában szeptemberben és novemberben történik meg, de a Shetland-szigetek környékén már januárban is észrevettek friss párzási harapásos nőstényeket. Az udvarlási szertartás és a párzás alatt a hím a nőstény mellúszóit, kopoltyútájékát és oldalait harapdálja. Az Észak-Atlanti-óceán nyugati felén a két legfőbb szaporodási hely Új-Fundland és a Maine-öböl-i Georges Bank. A felnőtt nősténynek csak egy működőképes petefészke és két méhe van. Valószínűleg minden évben szaporodik. Az alom általában négy kiscápából áll, mindegyik méhben két-két egyed; a méhen belül a kölykök ellentétes irányba vannak fordulva. Néha az alom csak egy, máskor akár öt kiscápából is állhat. A vemhesség 8–9 hónapig tart.
Mint családjának többi tagja, a heringcápa is ál-elevenszülő, és kölykei tojásevők, vagyis az anyaállat méhében levő kiscápák felfalják kevésbé fejlett testvéreiket és a meg nem termékenyített petéket. A vemhesség első felében az anyaállat rengeteg kis, meg nem termékenyített petét termel, amelyeket a méhekbe juttat. Ezek a peték 7,5 centiméteres tojástokokba vannak tömörítve. Az újonnan megfogamzott embriót a szikzacskója táplálja. A magzat 3,2–4,2 centiméteresen töri át a tojástokot; ilyenkor már fejlettek a külső kopoltyúi és a csavart bele (az utóbbi a cápáknál és rájáknál a bélrendszer végbélnyílási szakaszát alkotja). Amikor eléri a 4,2–9,2 centiméteres hosszúságot, a szikzacskó és a külső kopoltyúk felszívódnak, de még nem képes a petékkel teli tojástokokat felnyitni. 10–12 centiméteresen az állkapocscsontján két nagy, visszahajlott „agyar” nő, amelyekkel feltörheti a tojástokot. A nagy „agyarakon” kívül a felső állcsonton két jóval kisebb fog jelenik meg. Miután képes rá, a kiscápa úgy teletömi magát, hogy a tápláléktól duzzadt hasán az izmok elszakadoznak, hogy a bőr szabadon megnyúlhasson.

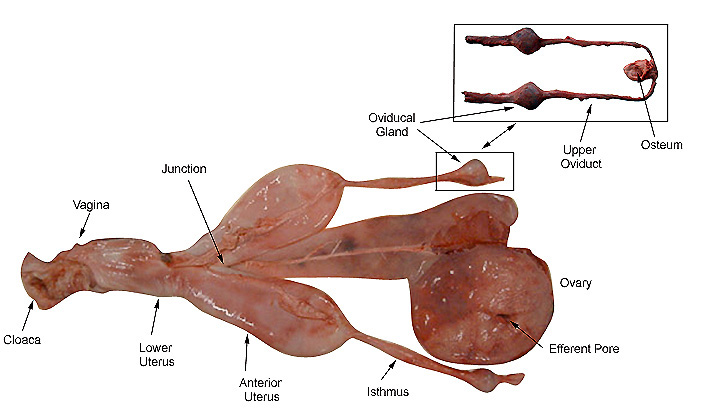
A nőstény heringcápa ivarszerve

20–21 centiméteresen a kiscápa, a szemét kivéve, rózsaszínes, mivel hiányzik a pigment a bőréből. Feje és kopoltyútájéka széles és gél állagú. 30–42 centiméteresen a cápa tömegének 81 százalékát a hasa alkotja. 34–38 centiméteresen a kiscápa bőre elkezd színeződni, „agyarai” pedig elhullanak. Ekkortájt az anyaállat többé nem termel petéket. Az embrió a tartalékból kezd élni, vagy a megmaradt tojástokokat falja fel. A hasában tárolt tartalékot a májába kezdi raktározni; míg az egyik térfogata csökken, addig a másiké nő. 40 centiméteresen teljesen színes, és 58 centiméteresen már úgy néz ki, mint egy újszülött egyed. Ilyenkor a hasa már annyira kiürült, hogy a hasizmai vissza tudnak nőni/forrni. Szájában néhány egy bemélyedéses fogsor nő, de ezek a szájhoz lapítottak és használhatatlanok, amíg a kölyök meg nem születik.
Az újszülött kiscápa 58–67 centiméter hosszú, és nem nehezebb 5 kilogrammnál. Születéskor súlyának 10 százalékát a mája teszi ki. Hasában még szikzacskószerű képződmény is van addig, amíg a kishal elkezd vadászni. Születés után a cápa havonta 7–8 centimétert nő. Néha a méhben az egyik kölyök kisebb, mint a másik; ez akkor szokott megtörténni, amikor mindkét kiscápa egy irányba van fordulva, és a nagyobbik példány eleszi a másik elől a tojástokokat; másik ok, amikor az anyaállat nem tud elég táplálékhoz jutni. Az ellések április–szeptember között vannak; az északi állományoknál főleg áprilisban és májusban (tavasszal, nyáron), míg a déli állományoknál júniusban és júliusban (télen). A Sargasso-tengerben az ellések 500 méteres mélységben történnek meg.
A két nem növekedési rátája eléggé egyforma, amíg el nem érik az ivarérettséget. A nőstények a hímektől eltérően később és nagyobb méret elérésekor lesznek ivarérettek. Az első négy évben mindkét félgömbön 16–20 centimétert nőnek évente, aztán a Dél-Csendes-óceán nyugati felén élő cápák növekedése lassúbb lesz, mint az Észak-Atlanti-óceánban élőké. Az Észak-Atlanti-óceánban élő hím heringcápa 1,6–1,8 méteresen és 6–11 évesen, míg a nőstény 2–2,2 méteresen és 12–18 évesen válik ivaréretté. A Csendes-óceán délnyugati részén a hím 1,4–1,5 méteresen és 8–11 évesen, a nőstény 1,7–1,8 méteresen és 15–18 évesen éri el az ivarérettséget. A legidősebb kifogott heringcápa 26 éves és 2,5 méter hosszú volt. Feltételezhető, hogy az atlanti-óceáni heringcápák 30–40, míg a Csendes-óceán déli részén levők akár 65 évig is élhetnek.

## A heringcápa és az ember

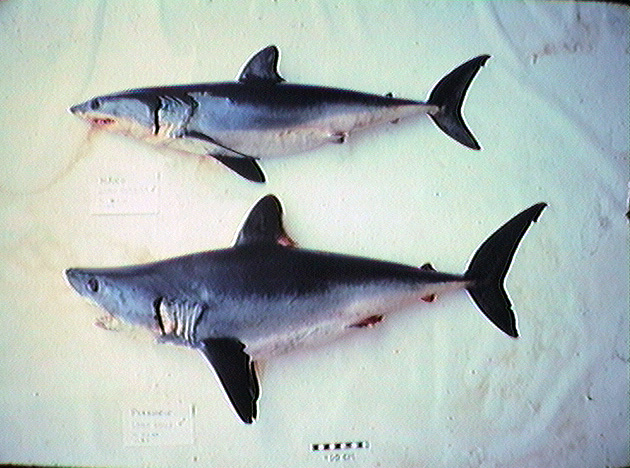
A röviduszonyú makócápa (felül) és a heringcápa összehasonlítása

Bár a gyors úszó heringcápa képes lehet sérüléseket okozni az embernek, kevés olyan eset ismert, ahol emberre támadt volna, ha volt ilyen egyáltalán. 2009-től az International Shark Attack File (nemzetközi adatbázis, amely a cápatámadásokkal foglalkozik) csak három heringcápa támadásról számol be; az egyikben az ember provokálta a cápát, de a támadás nem volt halálos, a másik két támadáskor a cápa támadta meg a csónakokat. Egy régebbi történet szerint egy horgász, aki ki akart fogni egy heringcápát, addig provokálta az állatot, amíg az kiszökött a vízből és elkapta az ember ruháját. Másik esetben egy úszót heringcápaféle haraphatta meg, de nem biztos, hogy heringcápa, inkább egy röviduszonyú makócápa (Isurus oxyrinchus) vagy fehér cápa (Carcharodon carcharias). Újabban az Északi-tengerben levő olajat kereső fúrótornyok búváraihoz heringcápák dörgölőztek, de ez a viselkedés nem a táplálékszerzést célozta, hanem inkább a kíváncsiságot vagy a területvédést.
A halászok korábban ki nem állhatták ezt a cápafajt, mivel szerintük a heringcápa tönkretette a hálóikat, és a horgos zsinórokról is lelopkodta a halakat. Írországban, az Egyesült Királyságban és az USA-ban kedvelt zsákmány a sporthorgászok körében. Erősen harcol, ha megakasztják, de általában nem szökik ki a vízből, mint rokona, a röviduszonyú makócápa. A kezdő horgászok gyakran összetévesztik ezt a cápát valamelyik makócápával.

### Halászata
A heringcápát már régóta halásszák ipari mértékben, mivel húsa jó minőségű, és egyesek szerint kardhal ízű. Frissen, szárítva vagy sózva árusítják. Húsát főzve vagy olajban sülve fogyasztják. 1997-ben és 1998-ban 1 kilogramm heringcápa húst 5–7 euróért adtak el; négyszer olyan drágán, mint a kékcápát (Prionace glauca). A legtöbb kérés Európából érkezik, azonban az USA-ban és Japánban is kérik. Az úszóit a kelet-ázsiai cápauszonylevesben használják fel. A cápát a bőripar is felhasználja, de májolajat és takarmányt is készítenek belőle. A heringcápával való kereskedelem látszólag nagy üzlet, árnyékos oldala az lehet, hogy közéje egyéb, ritkább cápafajok is kerülhetnek. Ez azért lehetséges, mert a cápavadászatban résztvevők nem mindig jelentik be a leölt cápa faját; sokszor a ritka fajokat közönséges fajokként jelentik be a hatóságoknak. Ezt a cápát sokféleképpen lehet kihalászni, például horgos zsinórral, hálóval vagy horgászbottal. Elég értékes ahhoz, hogy ha véletlenül is fogják ki, többé ne dobják vissza a vízbe. Ha nincs elég tároló hely, akkor a cápának csak az uszonyait vágják le, a testét visszadobják.

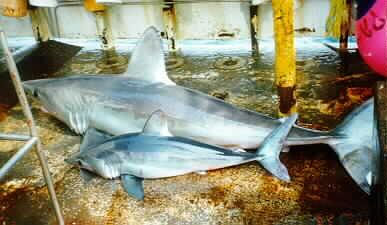
Felnőtt és fiatal heringcápák; az ember egyiket sem kíméli

A heringcápa nagy mértékű, ipari halászata az 1930-as években kezdődött, amikor Norvégia, de kisebb mértékben Dánia is az Észak-Atlanti-óceán nyugati felén, hosszú, horgokkal ellátott zsinóros halászatba kezdett. A norvég évi fogás 1926-ban 279 tonnáról 1933-ban 3884 tonnára nőtt. A második világháború ideje alatt a cápahalászat lecsökkent, azonban a háború után, 1947-ben a norvégok rekord fogásra tettek szert, körülbelül 6000 tonna heringcápahúst vittek piacra. Miután a cápaállományok erősen megfogyatkoztak, a norvégok évi fogása 1953-tól 1200–1900 tonnára, később pedig az 1970-es évek elején 160–300 tonnára csökkent vissza. Az 1980-as évek és az 1990-es évek határán az évi zsákmány már csak 10–40 tonna volt. A dánok az 1950-es évek elején évente 1500 tonnát halásztak, aztán a zsákmány az 1990-es években már 100 tonna alá csökkent. Manapság az Atlanti-óceán keleti felén számos európai ország halászik heringcápákra; a legnagyobb halászok: Norvégia, Dánia, Franciaország és Spanyolország. Az 1970-es években Franciaország és Spanyolország a halászterületeiket az óceán északkeleti részére is kiterjesztették. A francia halászok elsősorban a Kelta-tengerben és Vizcayai-öbölben halásznak; beszámolásaik szerint, amíg 1979-ben több mint 1000 tonna heringcápát halásztak, addig az 1990-es évek végén csak 300–400 tonna cápát fogtak ki. A spanyolok fogása eléggé változatos, néhány példánytól akár több mint 4000 tonnáig fognak. Ez azért van így, mivel a spanyolok olyan területeket is felkeresnek, amelyeket a történelem során alig használtak ki.

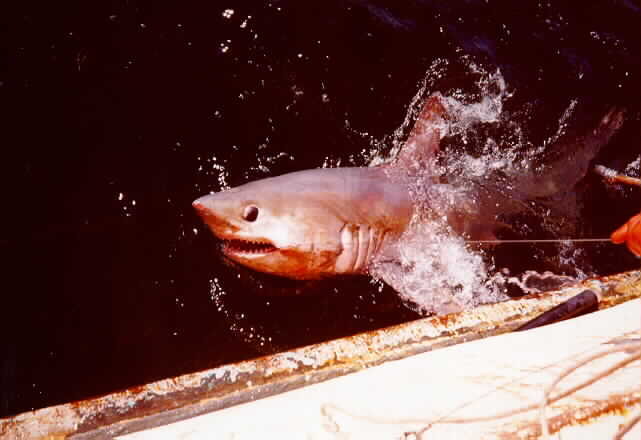
Ipari halászzsinórra akadt heringcápa

Miután az óceán keleti részén az 1960-as években a heringcápa állományok erősen lecsökkentek, a norvég halászok nyugatra vonultak, New England és Új-Fundland közelébe. Néhány év múlva követték őket a feröer-szigeteki zsinóros halászok. Az átköltözés miatt a norvégok évi fogása 1961-től 1965-ig 1900 tonnáról több mint 9000 tonnára emelkedett. A zsákmány legnagyobb részét Olaszországba szállították, ahol a heringcápa (smerglio) kedvelt étel. Az óceán nyugati felén a túlhalászás miatt az állományoknak csak 6 év kellett, hogy lecsökkenjenek. 1970-ben a norvégok zsákmánya már csak 1000 tonna alatt volt, ugyanígy a feröerieké is. Mivel az állományok annyira visszaszorultak, a halászok újból elköltöztek, vagy áttértek más cápafajok halászatára. Miután a heringcápák halászata alább hagyott, 25 év alatt sikerült felszaporodniuk az eredeti állomány 30 százalékára. 1995-ben Kanada megalkotta az Exclusive Economic Zone-t (EEZ), és heringcápát csakis ő halászhat a saját vizeiben. 1994–1998 között Kanada évente 1000–2000 tonna heringcápát halászott, melynek következtében 2000-re csak az állomány 11–17 százaléka maradt életben. 2000-től a heringcápát csak szigorú szabályok szerint lehet halászni, de az óvintézkedés ellenére is a heringcápa állományok csak több tíz év múlva fognak újra elszaporodni, mivel e cápák szaporodási rátája igen alacsony. A nagy mértékű halászat következtében egyes heringcápák gyorsabban nőnek és korábban érik el az ivarérettségüket.
A déli félgömbön a heringcápa halászat csak alig van felügyelet alatt. Célzott halászata mellett sokszor mellékzsákmány is, mivel azokra a csalikra harap rá, amelyeket értékesebb halaknak, Thunnus maccoyiinak, kardhalnak (Xiphias gladius) vagy chilei tengeri sügérnek (Dissostichus eleginoides) tettek ki az emberek. A déli félgömbön a legnagyobb halászok: Japán, Uruguay, Argentína, a Dél-afrikai Köztársaság és Új-Zéland. 1984-ben, Uruguay mellékfogásként, tonhalhalászatkor, 150 tonna heringcápát fogott. 1988–1998 között a mellékfogások 90 százalékkal csökkentek, de az még nem ismert, hogy ez az állománycsökkenés következtében, vagy az emberi odafigyelésnek köszönhető-e. 1998–2003 között Új-Zéland évi 150–300 tonnát jelentett be, ezek a cápák főleg fiatal, ivaréretlen példányok voltak.

### Védelme
A túlhalászás miatti heringcápa állományok erős lecsökkenése sok más cápafajra is jellemzőek. Ezt a fajt, mint sok más cápafajt is, erősen érinti a túlhalászás, mivel alomnagysága kicsi, hosszú ideig tart a felnőtté válása és több életkorú állat is horogra kerül. A Természetvédelmi Világszövetség (IUCN) világszerte súlyosan veszélyeztetett fajnak tekinti a heringcápát, az Észak-Atlanti-óceán nyugati felén csak veszélyeztetett fajnak, míg ugyanez óceán keleti felén és a Földközi-tengerben szintén súlyosan veszélyeztetett fajnak minősíti.
A heringcápa az ENSZ Tengeri Törvény Konvenciója (United Nations Convention on the Law of the Sea; UNCLOS) I. függelékén, a berni egyezmény (2002) III. függelékén (mediterrán), valamint a bonni egyezmény (2009) II. függelékén is szerepel mint vándorló faj. Bár a Washingtoni egyezmény (CITES) támogatja a további védelmi intézkedéseket a heringcápa számára, a fajt mégsem akarja felvenni a listájára. Így tett a 2008-as és 2010-es évekbeli jelölésekkor is. Kanada, az USA, Brazília, Ausztrália, az Európai Unió és a Nemzetközi atlanti-óceáni tonhalakat védelmező bizottság (International Commission for the Conservation of Atlantic Tunas; ICCAT nevű szervezet) legalábbis hivatalosan, tiltja a cápák megölését csakis az uszonyaiért (sok halászhajón csak az úszókat tartják meg, míg a haldokló cápákat visszalökik a tengerbe).
A déli félgömbön a heringcápa halászatot csak Új-Zélandon szabályozzák; ez az ország évente 249 tonnát foghat ki, ezt a kvótát 2004-ben vezették be. Bár az európai vizekben erős állománycsökkenés érzékelhető, a heringcápa halászat nincs szabályok alá vetve. 1985-től engedély alapján Norvégia és Feröer az Atlanti-óceán keleti feléből és az Európai Gazdasági Közösség vizeiből évente 200, illetve 125 tonna heringcápát halászhat ki. Bár 1982-ben, amikor ezt a kvótát kiszabták, a valódi fogások mérete nagyobb volt, Norvégiának 500, Feröernek 300 tonna jutott. E kiszabott kvóta ellenére a kifogott halak száma mégis nagyobb, úgyhogy a szabályozásnak alig van értéke.

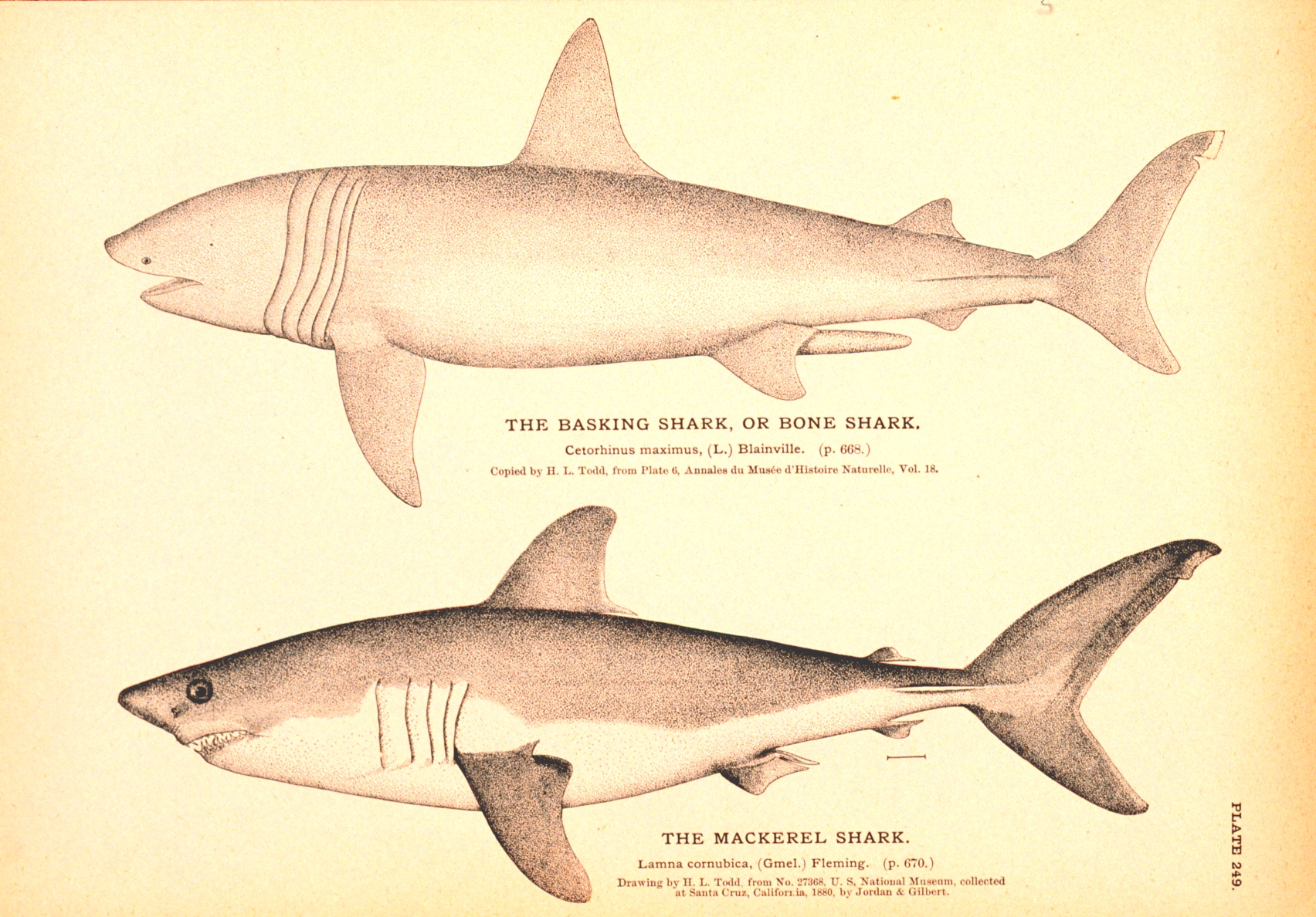
Két cápafaj ábrázolása; felül óriáscápa, alul heringcápa. Mindkettő értékes halászatilag; az ember mohósága miatt veszélyben vannak

A Földközi-tengerben a 20. század felétől a heringcápa állomány 99,99 százalékkal csökkent, tehát ebben a tengerben manapság a kihalás szélén áll. Az itteni elterjedési területe csak az Appennini-félsziget vizeire korlátozódik, ahol feltételezések szerint kölykező helye van. Az elmúlt néhány évtizedben csak néhány tucatnyi példányról érkezett beszámoló. A beszámolókat kutatók, halászok, akiknek mellékfogásként akadtak hálóikba a cápák, és sporthorgászok adták meg. 1995-ben felvették a Barcelona Convention Protocol III. függelékébe (amely a kihasznált fajok szabály alá vonását akarja elérni), de a nemzetközi szerződést még nem fogadta el mindegyik érintett ország. 1997-ben a berni egyezmény III. függelékébe (mediterrán) is felvették, de a védelmi intézkedéseket ez esetben is a „védelmi tervek további megbeszélése” késlelteti, noha a heringcápák ügye azonnali intézkedéseket igényelne.
Az észak-amerikai vizekben élő cápáknak a jövője sokkal jobban néz ki, mint a keleti fajtársakké. 1995-ben Kanadában a Fisheries Management Plan törvény szerint az évi kvóta 1500 tonna lehet, és a halászat ideje, helye és a halászáshoz felhasznált eszközök korlátozás alatt vannak és szabályozzák a mellékfogást és a sporthorgászatát is. A Fisheries and Oceans Canada (DFO) szervezet, amelynek adatai alapos megfigyeléseken alapulnak, azt javasolta, hogy 2000–2001 között a kvótát 200–250 tonnára csökkentsék, hogy az állomány újra felépülhessen; 2002–2007 között évente csak 250 tonnát foghatnak ki. Az új-fundlandi ívási helyet lezárták a halászat számára. 2004-ben a Committee on the Status of Endangered Wildlife in Canada (COSEWIC) veszélyeztetett fajnak minősítette ezt a cápafajt, mivel eredeti állományának már csak a 25 százaléka létezett. Ennek következtében Kanada, bár nem vette fel a heringcápát a Species At Risk Act listájára, a kvótát 185 tonnára csökkentette. Az USA-ban a Fishery Management Plan for Sharks of the Atlantic Ocean 1993-ban 92 tonnát (feldolgozott állapotban) engedett meg. 2006-ban, a National Marine Fisheries Service (NMFS) felvette a „Species of Concern” listájára, mivel védelmet érdemel, de az US Endangered Species Act listára adathiányra hivatkozva nem került fel.

## Fordítás
- Ez a szócikk részben vagy egészben  a   Porbeagle című angol Wikipédia-szócikk ezen változatának fordításán alapul.  Az eredeti cikk szerkesztőit annak laptörténete sorolja fel. Ez a jelzés csupán a megfogalmazás eredetét és a szerzői jogokat jelzi, nem szolgál a cikkben szereplő információk forrásmegjelöléseként.